# 모가메트 이브라기모프
모가메트 이브라기모프(마케도니아어: Могамед Ибрагимов, 1974년 7월 22일 ~ ) 혹은 메헴매트 이브라힘헬릴 오글루 이브라히모프(아제르바이잔어: Məhəmməd İbrahimxəlil oğlu İbrahimov)는 아제르바이잔 출신의 북마케도니아의 레슬링 선수이다.